# Zemmgrund
Der Zemmgrund ist ein Tal des hinteren Zillertals in den Zillertaler Alpen in Tirol (Österreich).

## Lage und Beschreibung
Der Zemmgrund ist das Tal des oberen Zemmbachs und reicht vom Zillertaler Hauptkamm (gleichzeitig Grenze nach Südtirol, Italien) bis zum Zusammentreffen mit dem Zamser Grund bei Breitlahner oberhalb Dornauberg-Ginzling. Beide Täler vereinigen sich hier zum Dornaubergtal, auch Zemmtal genannt, dem Tal des Zemmbach-Unterlaufs. Die rechte Talseite gehört zu Mayrhofen, die linke zu Finkenberg.
Der Zillertaler Hauptkamm, der den Zemmgrund nach Süden abschließt, weist hier eine Höhe von durchweg über 3000 m auf. Die höchsten Gipfel im südlichen Zemmgrund sind (von West nach Ost) der Große Möseler (3480 m ü. A.), der Turnerkamp (3420 m ü. A.), die III. Hornspitze (3254 m ü. A.) und der Schwarzenstein (3269 m ü. A.). 
Die Talung gliedert sich in zwei charakteristische Abschnitte. Der obere Teil sind der hintere Zemmgrund und die kargen Hochtäler der Quellbäche des Zemmbachs. An der Flanke des Hauptkamms erstrecken sich die Gletscher Waxeggkees, Hornkees und Schwarzensteinkees in den Zemmgrund. Die Schmelzwasser dieser Gletscher speisen den hier entspringenden Zemmbach. Die Zemmbachquellen liegen um den Schwarzensee (2472 m ü. A.) am Ostrand der Talung unter der Zsigmondyspitze (3089 m ü. A.). Im Talgrund liegt dann die Waxeggalm.
Der vordere Zemmgrund ist ein schon bewaldeter Talgrund und bildet die letzten etwa 4 Kilometer am Mittellauf des Zemmbachs ab der Grawandhütte auf um 1600 m ü. A. und der Grawandalm, bis Breitlahner um 1250 m ü. A., und umfasst Klausenalm und Schwemmalm, sowie etliche karge Kar-Hochtäler beiderseits.

## Nachbartäler
Die benachbarten Täler auf österreichischer Seite sind – neben dem Zamser Grund vom Nord- bis Südwesten – die Floite (Floitengrund) am Talende im Nordosten sowie dazwischen die Gunggl und das Ingentkar im Norden. Der Bergkamm zum Zamser Grund wird durch den Großen Greiner (3201 m ü. A.), das Schönbichler Horn (3133 m ü. A.), die Furtschaglspitze (3190 m ü. A.) und den Großen Möseler gekrönt. Die dominierenden Berge zwischen Zemmgrund und Gunggl sind der Große Ingent (2917 m ü. A.) und am Schnittpunkt zur Floite die Zsigmondyspitze. Südlich liegt das Lappachtal (oberes Mühlwaldtal) und südöstlich das Weißenbachtal.

## Alpinismus

### Wandern
Die große Anzahl an Einkehrmöglichkeiten zeigt die besondere touristische Bedeutung dieses Tals und die Vielzahl an Wandermöglichkeiten. Eine unproblematische Bergwanderung ist eine Hütten-Wanderung vom Breitlahner über den Schwarzsee zur Berliner Hütte (2042 m ü. A.) im oberen Zemmgrund und zurück. Einkehrmöglichkeiten bestehen am Weg auf der Klausenalm (1301 m ü. A.), der Grawandhütte (1636 m ü. A.), der Alpenrosenhütte (1873 m ü. A.) und der Waxeggalm (1880 m ü. A.). Die Gehzeit beträgt etwa 7,45 Stunden, es sind 1230 Höhenmeter im Auf- und Abstieg und 23,0 km zu überwinden.
Eine etwas anspruchsvollere Tour ist die Wanderung über das Friesenberghaus (2.498 m) zur Olpererhütte (2388 m), eine Rundtour, die am Schlegeis Stausee startet und endet. Die Wanderung überwindet 930 Höhenmeter und 13,3 km, es werden knapp 6 Stunden benötigt. Diese Wanderung ist Teil des Berliner Höhenweges und bietet gute Aussichten insbesondere auf den Staudamm.
Eine schwierige hochalpine Tour ist dagegen der Aufstieg auf den Hohen Riffler (3231 m). Obwohl nur 760 m und 5,5 km zu überwinden sind, kann die Wanderung bei Schnee und Vereisung rasch problematisch werden. Dafür bietet der Gipfelblick schöne Ausblicke.
Den oberen Zemmgrund quert der Berliner Höhenweg, der von der Schönbichler Scharte (3081 m ü. A.) zur Berliner Hütte und weiter am Schwarzensee vorbei zur Mörchnerscharte (2872 m ü. A.) führt. Oberhalb des Sees zweigt ein Wanderweg mit der AV-Nummer 522, der über die Melkerscharte (2814 m ü. A.) in die Gunggl führt, ab.

### Bouldern und Klettern
Die Nebentäler des Zillertals gehören zu einem der interessantesten Bouldergebiete Österreichs und auch im Zemmgrund liegen zwei Bouldergebiete: die Kaserler Alm und die Klausenalm/Breitlahner. Diese Granitblöcke erfreuen sich im Sommer zunehmender Beliebtheit. Das Klettergebiet „Ewige Jagdgründe“ wurde seit 1983 stückweise ausgebaut und eingerichtet und bieten 130 Routen in unterschiedlichen Schwierigkeitsbereichen. Hier kann ganzjährig geklettert werden.

Zemmgrund
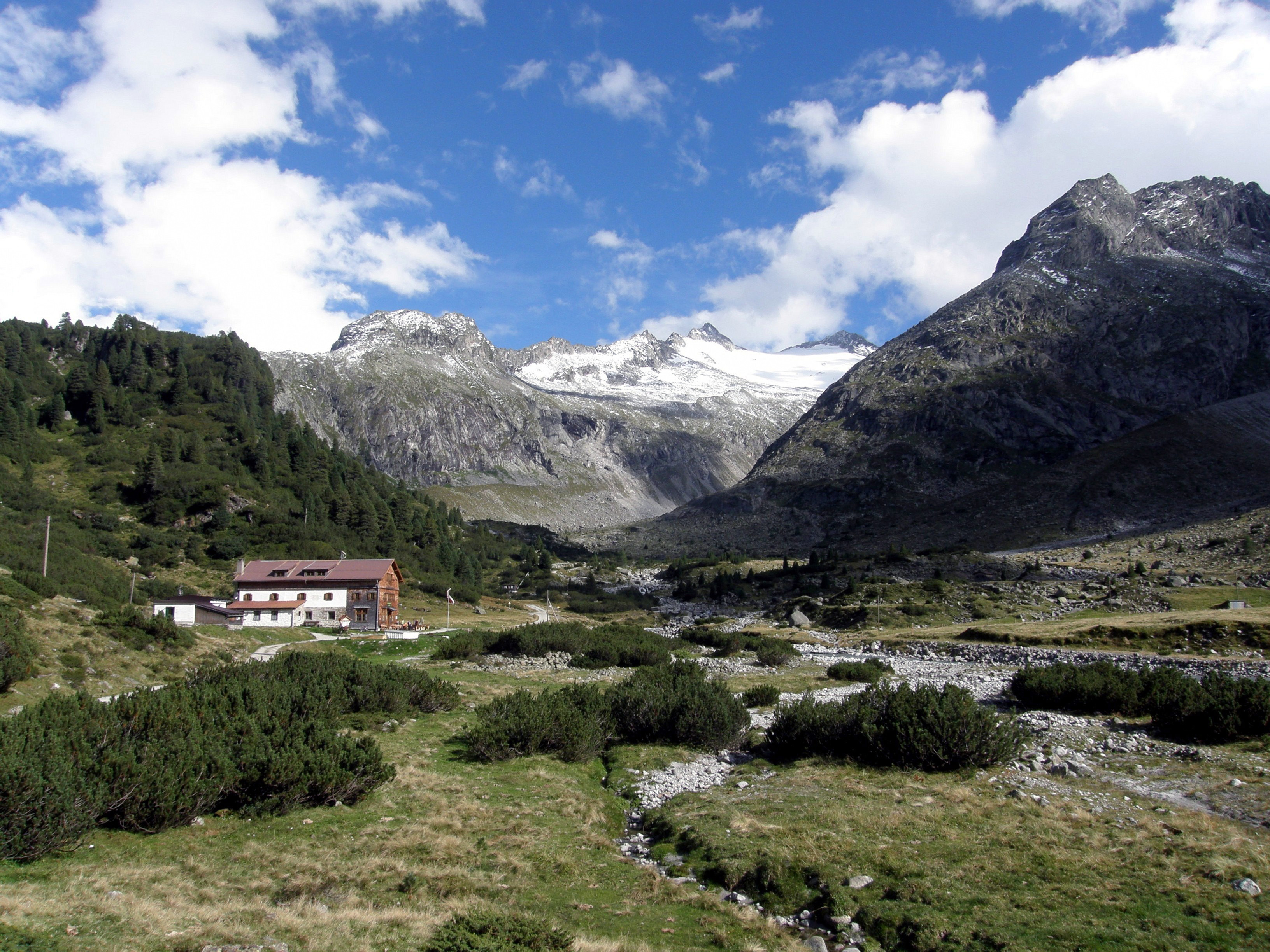
Mittlerer Zemmgrund mit Waxeggalm-Gründen und Alpenrosenhütte
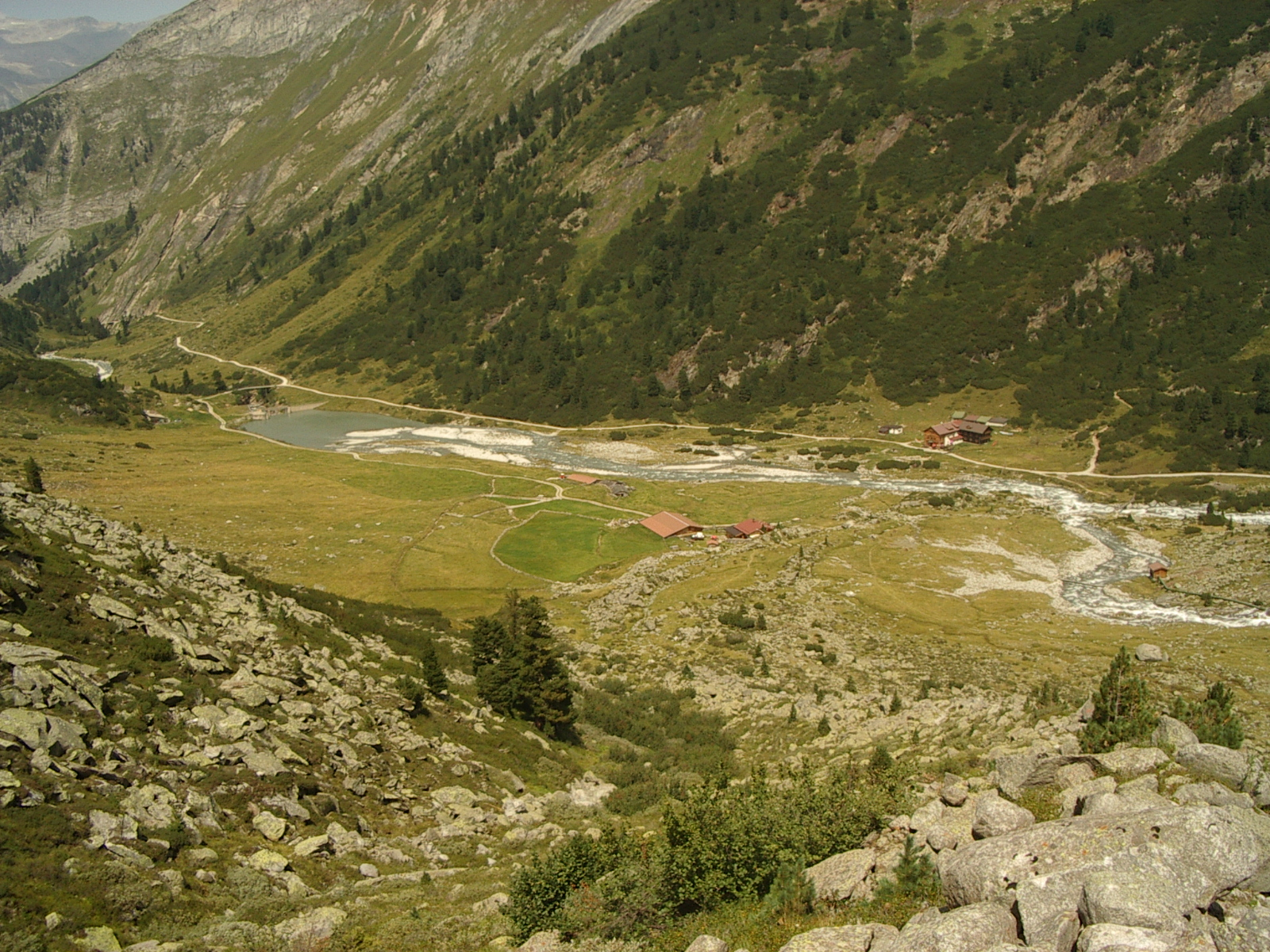
Kleinstau der Zillertal-Kraftwerke bei der Waxeggalm
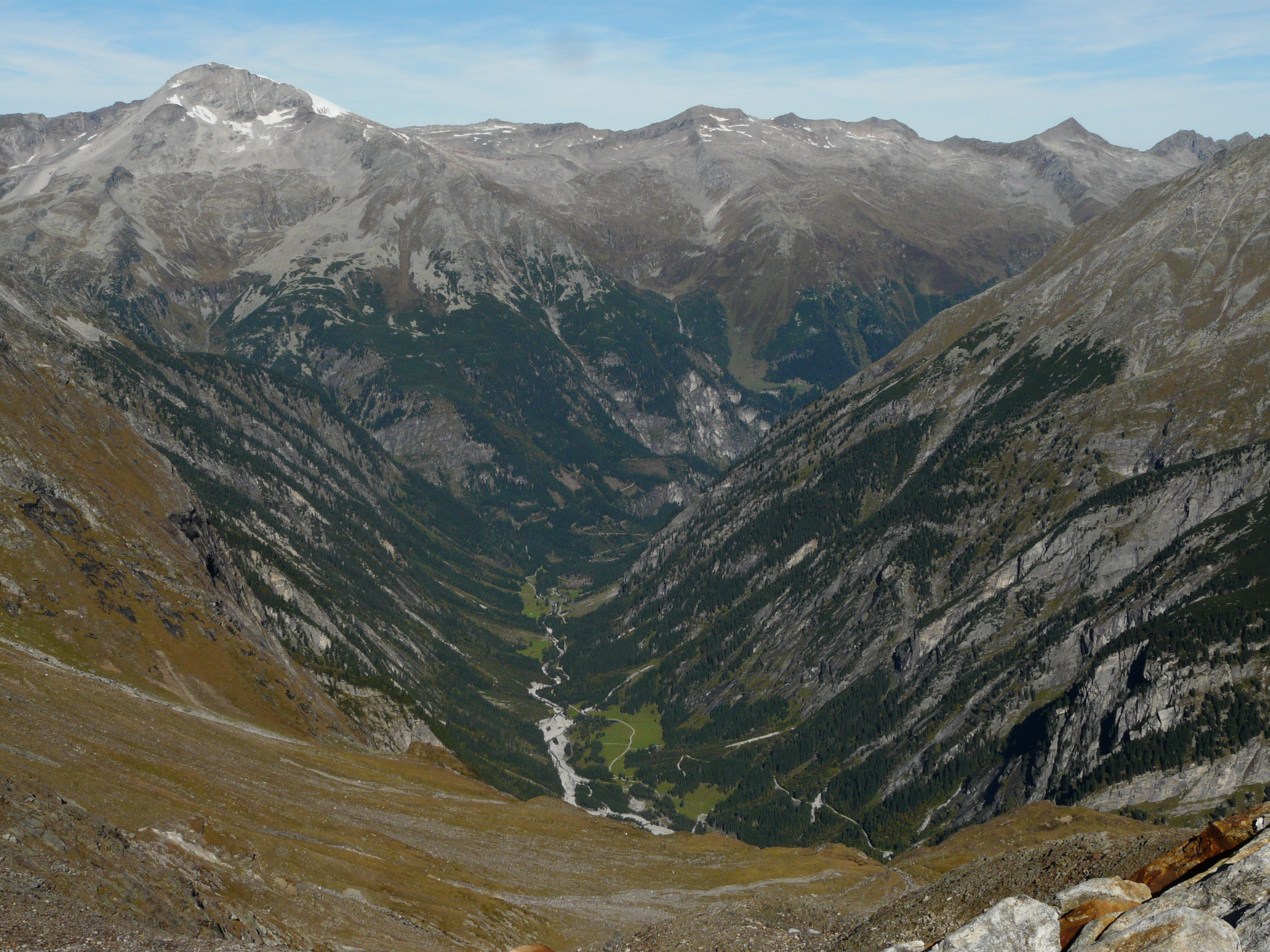
Vorderer Zemmgrund talauswärts gegen den Hohen Riffler
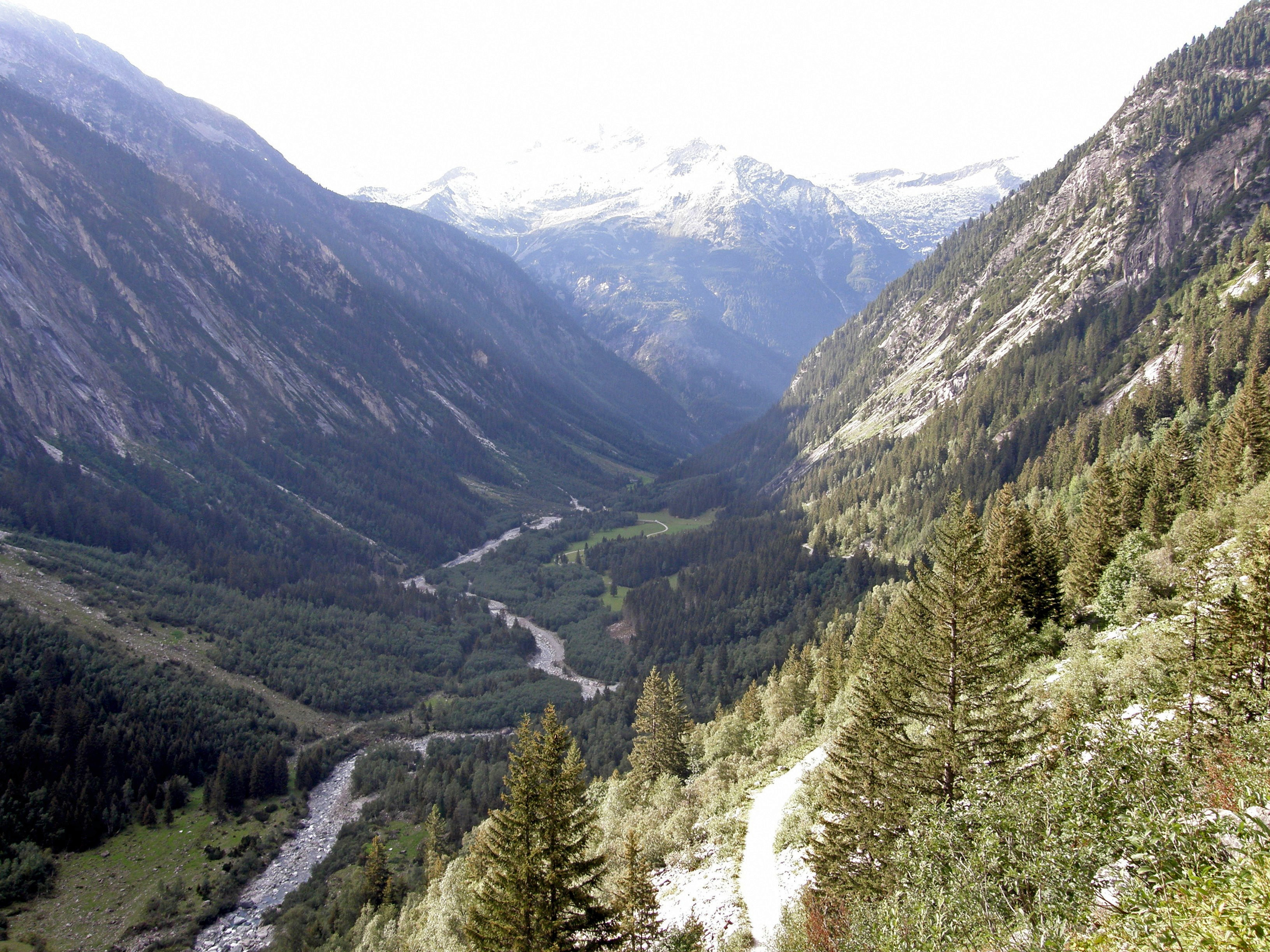
Zemmbach-Mittellauf